# Svante August Arrhenius
|  | No s'ha de confondre amb Carl Axel Arrhenius. |

Svante August Arrhenius (Vik, Suècia, 1859 - Estocolm, 1927) fou un químic suec guardonat amb el Premi Nobel de Química l'any 1903, per la teoria de la dissociació electrolítica. És autor de la primera definició moderna d'àcid i de base i de l'equació d'Arrhenius sobre cinètica química. També fou un pioner en l'estudi de l'acció del diòxid de carboni sobre la temperatura de la Terra i encunyà el terme efecte hivernacle.

## Biografia
Va néixer el 19 de febrer de 1859 a la petita localitat de Vik, situada al comtat d'Uppsala a Suècia. Després que la seva família es traslladés a Uppsala va estudiar a l’escola de la catedral i, quan tenia disset anys, es va matricular a la Universitat. Insatisfet, però, del nivell dels estudis de física, es va traslladar a la Universitat d'Estocolm. Tot i així, el juny de 1883 presentà la Tesi Doctoral a la Universitat d'Uppsala on plantejava el fet que les sals dissoltes en aigua es trencaven donant lloc a partícules carregades. El seu treball no va ser ben valorat, però Arrhenius n'envià còpies als científics més destacats del moment, entre ells Jacobus van’t Hoff i Wilhem Ostwald, que reconegueren l’aportació i li facilitaren l’obtenció d’una beca que li permeté viatjar, entre 1886 i 1890,  als millors laboratoris europeus: a Riga i Leipzig amb Ostwald, a Amsterdam amb van’t Hoff, a Würzburg amb Friedrich Kohlrausch (1840-1910) –on coincidí amb Walther Nernst – i a Graz amb Ludwig Boltzmann. El 1895, acceptà una plaça docent a l’Escola Tècnica Superior d’Estocolm, una institució privada i lliure de les regulacions que constrenyien les universitats públiques, de la qual fou rector des del 1897 fins al 1905. A continuació passà a dirigir el Departament de Química Física de l’Institut Nobel que s’acabava de crear, càrrec que ocupà fins al seu traspàs. Arrhenius es va casar dues vegades, el 1894 amb la seva alumna Sofia Rudbeck amb la qui tingué un fill, i, més tard, el 1905 amb Maria Johansson de la que tingué un fill i dues filles. Morí a la ciutat d'Estocolm el 2 d'octubre de 1927.
De personalitat forta i expansiva, i de pensament liberal i reformista, Arrhenius mai se sentí a gust en la introspectiva i conservadora Uppsala i, en canvi alabava la ciutat d’Estocolm reforçada pel Premi Nobel i pel nombre creixent de societats científiques que acollia. Va celebrar la secessió de Noruega de l’antiga Suècia i era partidari de la independència d'Irlanda respecte d'Anglaterra. Aprofità el seu prestigi científic per impulsar la instal·lació i desplegament de l’energia hidroelèctrica a Suècia, país ric en recursos hidràulics, però que tradicionalment emprava el carbó com a font energètica i impulsà l’electrificació de la xarxa ferroviària. Arrhenius deixà també petjada en àmbits de fort impacte popular; per exemple, fou un dels impulsors d’una llengua universal, ido, a partir de l’esperanto reformat. D’altra banda era membre de societats progressistes que defensaven el maltusianisme i l’ús de contraceptius.

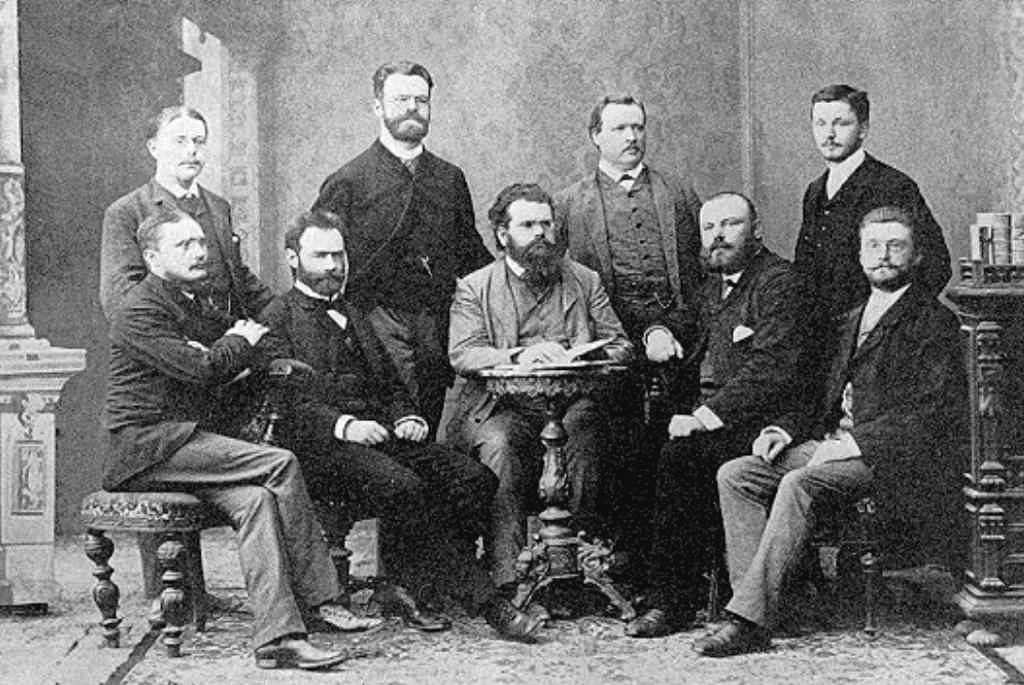
Reunió al laboratori de Boltzmann a la Universitat de Graz, Octubre 1887. Drets des de l'esquerra: W. Nernst, H. Streintz, S. Arrhenius i R. Hiecke. Asseguts des de l'esquerra: E. Aulinger, A. von Ettinghausen, L. Boltzmann, I. Klemencic i V. Hausmmaninger.

Arrhenius fou membre de les següents institucions científiques: Deutsche Elektrocheimische Gesellschaft (1895); Kungliga Vetenskapsakademien (1901); Koninklijke Nederlandse Chemische Verenining (1909); Royal Society of London (1911), aquesta societat britànica li concedí la Medalla Davy, el 1902, i la Faraday el 1914; Deutsche Chemische  Gesellschaft (1905); medalla Williard Gibbs de la Secció de Chicago de l’American Chemical Society (1911); American Academy of Arts and Sciences (1912); Koninklijke Nederlandse Akademie van Wetenschappen (1919). Fou nomenat Doctor Honoris causa de les universitats de Birmingham, Cambridge, Edinburgh, Greifswald, Groningen, Heidelberg, Leipzig i Oxford. L’any 1903 obtingué el Premi Nobel de Química. Altres reconeixaments inclouen el cràter lunar d’Arrhenius, el cràter marcià d’Arrhenius i l'Asteroide 5697.

## Recerca científica

### Aportacions en l'àmbit de la Química
La gran aportació d’Arrhenius a l’avenç de la química és la idea de la dissociació electrolítica. El 1884 va desenvolupar la teoria de l'existència de l'ió, apuntada ja el 1830 per Michel Faraday el qual l’associava a un procés d'electròlisi que era considerat com a generador dels ions. La teoria d’Arrhenius afirmava, en canvi, que les sals quan es dissolien en aigua es dissociaven, de manera espontània, en parells de partícules carregades i que, inclús en absència de corrent elèctric, les solucions aquoses de les sals contenien ions. Mantenia també la hipòtesi que el grau de dissociació augmentava amb la dilució de la solució, cosa que resultà ser certa només en el cas dels que avui coneixem com a electròlits febles. En conseqüència, va afirmar que les reaccions que tenien lloc en solució aquosa eren en realitat reaccions entre ions. En aquest marc, Arrhenius va proposar també una de les primeres definicions modernes, àmpliament acceptades, d’àcid i de base. La seva proposta fou que els àcids són compostos que en solució aquosa generen ions hidrogen (H+) mentre que les bases donen lloc a ions hidroxid (OH-). En la descripció de la teoria de la dissociació electrolítica, Arrhenius fa alguns comentaris sobre la naturalesa i el comportament dels àcids i de les bases. En una primera classificació dels electròlits en forts i febles, hi inclou com a exemples, l’àcid sulfúric o l’àcid nítric i l’àcid acètic, respectivament, i assenyala que un àcid o una base són tan més forts quan més gran és la seva conductivitat. Explica també que la calor de neutralització de bases i àcids forts, és pràcticament constant, independent de la naturalesa dels altres components i, de fet, equival a la calor de formació de l’aigua. Aquesta descripció “universal” d'àcid-base en solucions aquoses, comporta la formació d’aigua, a partir dels ions hidrogen i hidròxid, i també de la sal corresponent, és a dir, explica el procés de neutralització:
                                                              Àcid + Base → Sal + Aigua
Cal assenyalar que la idea d’àcid d’Arrhenius en termes qualitatius no aporta gairebé res de nou amb relació a la de Liebig, encara que sí proporciona una bona definició de base. Té, però, grans avantatges en aspectes quantitatius, ja que les concentracions d’ions H+ i OH– es poden mesurar, principalment, a partir de la conductivitat elèctrica. A més, en reaccions reversibles i a partir de les relacions quantitatives conegudes es poden calcular valors definitius de les constants de dissociació, constants que serveixen per determinar la força relativa dels àcids i les bases. De totes maneres, continua sense resoldre el problema cabdal, la causa per la que alguns compostos hidrogenats són àcids com el clorhídric (HCl), i d'altres com el metà (CH4) no ho són. Cal afegir que la definició d’Arrhenius depèn del solvent en el sentit que només s’aplica a dissociacions iòniques en aigua, fet que limita la definició de base als hidròxids solubles.
L'any 1889, Arrhenius va descobrir que la velocitat de les reaccions químiques augmentava amb la temperatura, de manera proporcional a la concentració de molècules presents. Estudià la influència de l’augment de temperatura sobre la velocitat de reacció, i va fer notar la seva importància en el mecanisme general del canvi químic. Observà que la velocitat d’una reacció augmenta entre un 10 i un 15 per cent per cada grau de temperatura, un increment massa gran per ser atribuït, només, a l’augment de la velocitat de translació de les molècules o a l’efecte sobre la viscositat del medi. A partir de les equacions de van’t Hoff, Arrhenius suggerí la idea d’energia d’activació, i proposà l’establiment d’un equilibri entre les molècules normals –o “passives”– i una petita fracció de molècules que s’havien activat – “actives”–  les quals tenien una energia molt més gran que la mitjana, i eren capaces de formar els productes de la reacció sense cap altre consum d’energia. Aquesta interpretació és la base de tots els models moderns de la cinètica química, és a dir, en una reacció química només hi intervenen un cert nombre de molècules "activades". De la seva contribució a la disciplina que avui es coneix com a química física en destaquen, en particular, la denominada equació d’Arrhenius sobre la cinètica de les reaccions. Aquest conjunt d’aportacions han fet mereixedor Arrhenius, conjuntament amb Wilhelm Ostwald i Jacobus van’t Hoff -coneguts com “els ionistes”- del títol de pare de la química física, i és considerat avui com un dels principals fundadors i impulsors de la nova disciplina. L'any 1903 fou guardonat amb el premi Nobel de química «pel desenvolupament de la química amb els seus experiments en el camp de l'electròlisi».
Arrhenius treballà també en el domini de la física còsmica, és a dir, dels fenòmens cosmològics, atmosfèrics i geològics i estudià la influència dels raigs solars sobre els episodis elèctrics de l’atmosfera terrestre. Amb el meteoròleg Nils Ekholm (1848-1923) investigaren la influència de la lluna sobre l’estat elèctric de l’atmosfera i calcularen que a la superfície del sol es produeix l’expulsió de partícules, moltes de les quals carregades elèctricament, i interpretaren alguns fenòmens com ara la presència de la corona solar, els cometes, l’aurora boreal i la llum zodiacal com a conseqüències d’aquesta radiació. L’any 1908, Arrhenius proposà que la vida arribà a la terra gràcies a llavors, espores, etc., que venien de l’espai interestel·lar transportades per la pressió de la radiació, idees que són la base de la coneguda i controvertida teoria de la panspèrmia.
Un altre camp d'interès per a Arrhenius fou l'aplicació de les lleis de la química física a problemes fisiològics, especialment amb els relacionats amb temes d’immunitat. En un intent de presentar la immunologia com una ciència exacta, suposà que les reaccions en els organismes vius seguien les lleis esmentades, i que no hi havia d’haver gaire diferència entre les reaccions que tenen lloc en un tub d’assaig i en el cos humà. Defensava que les interaccions toxina/antitoxina eren anàlogues a les reaccions de neutralització d’àcids i bases febles. Les seves propostes, però, no coincidien amb les de Paul Ehrlich, el qual interpretava les interaccions toxina/antitoxina des d’un punt de vista estructural i suposava que la combinació era completa i produïa canvis irreversibles en les cèl·lules. La teoria d’Ehrlich obtingué un reconeixement total i fou guardonat amb el Premi Nobel de Medicina l’any 1908.

### Canvi climàtic
Un dels àmbits en què Arrhenius deixà petjada, és el que avui dia s’anomena canvi climàtic o crisi climàtica. De fet en alguns moments ha estat més famós per aquestes contribucions i per encunyar el terme efecte hivernacle que no pas per la seva fonamental teoria de la dissociació electrolítica. L’any 1896, tot buscant explicacions a la variació de la temperatura de l’atmosfera en els períodes anomenats edats glacials, fou el primer en calcular l’efecte de la concentració de diòxid de carboni a l’atmosfera sobre la temperatura de la superfície de la Terra. Deduí, també, que el diòxid de carboni generat per l’home, principalment via combustió, era capaç de produir un escalfament global. Arrhenius, fou, doncs, el primer a copsar i a parlar de canvi climàtic. Cal dir, però, que la seva intenció inicial era entendre els mecanismes que hi havia darrera de les edats glacials, un tema que sempre havia atret l’atenció dels geofísics escandinaus. Arrhenius es fixà en el diòxid de carboni, i rebutjà l’hipotètic paper de l’aigua, suposant que la quantitat d’aigua a l’atmosfera no variava gaire i, en canvi, el diòxid de carboni s’hi acumulava. Amb moltes aproximacions feu càlculs sobre la variació de la temperatura amb la concentració de diòxid de carboni i conclogué que la temperatura de les regions àrtiques augmentaria entre 8 i 9 °C si la concentració de diòxid de carboni augmentava 2,5 o 3 vegades. Aquests resultats són molt bons si es comparen amb els entre 5,5 i 9 °C calculats actualment. A partir de la llei de Stefan-Boltzmann, proposà la regla següent: si la quantitat de diòxid de carboni augmenta en progressió geomètrica, la temperatura de la terra ho fa, pràcticament, en progressió aritmètica. Aquests treballs d’Arrhenius, caigueren en l’oblit, durant més de mig segle fins l’any 1938, en què l’enginyer britànic Guy Stewart Callendar, publicà un article sobre la influència dels humans en el clima, prenent l’efecte hivernacle com a punt de partida. Calgué esperar, però, fins a la dècada dels setanta, que la idea que l’efecte hivernacle agafés la importància i el ressò que té avui dia i es reconegués el caràcter profètic de les aportacions d’Arrhenius.

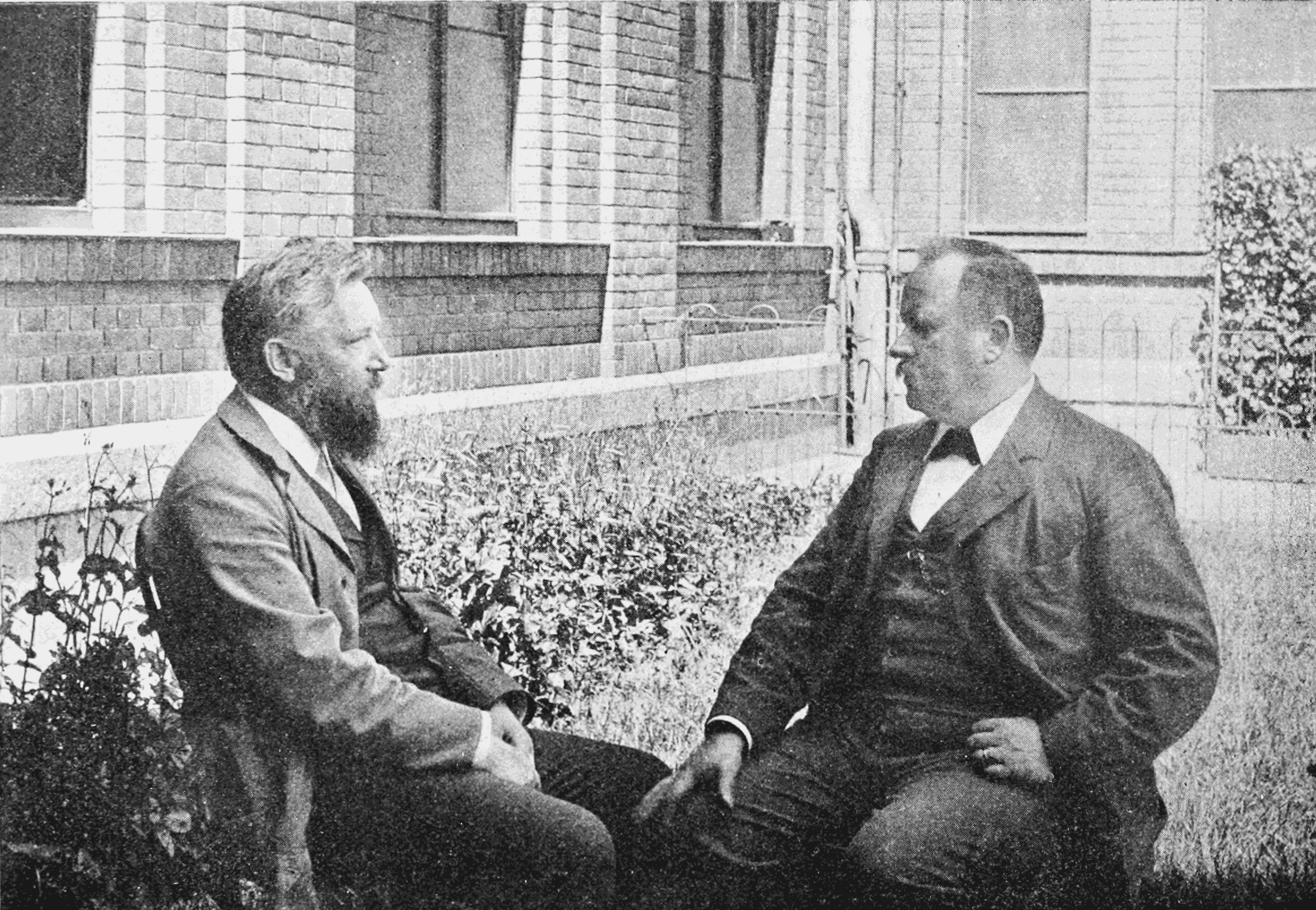
Arrhenius i Oswald a Leipzig, 1904

## Arrhenius i els premis Nobel
La gestió del testament d’Alfred Nobel fou difícil i Arrhenius hi tingué un paper decisiu en la creació dels Instituts Nobel i la redacció de les normes de nominació i concessió dels premis. Va ser membre del Comitè Nobel de Física i membre de facto del Comitè Nobel de Química i jugà un paper molt important en la concessió final dels guardons. Home de caràcter dur i poc donat al consens, considerava la fundació Nobel com un feu personal: premiava els seus amics i obviava els seus adversaris. El primer Premi Nobel de Química fou per a van’t Hoff, pel descobriment de les lleis de la dinàmica química i de la pressió osmòtica de les solucions i el de Física per a Wilhelm Röntgen, pel descobriment dels raigs X. El 1902, el de Química es concedí a Emile Fischer, pels treballs sobre els sucres i la síntesi de la purina, i el de Física –a pesar que van’t Hoff havia proposat a Arrhenius– fou repartit entre Hendrik Loretnz i Pieter Zeeman, pels seus treballs sobre la influència del magnetisme en la radiació. En constatar Arrhenius que era molt difícil que li donessin el Premi Nobel de Física, decidí rebre el de Química, que li fou concedit l’any 1903. Un cop premiats van’t Hoff i Arrhenius, tot semblava indicar que l’any següent, el 1904, seria per a Ostwald -l'altre ionista-; la cosa, però, no fou tan fàcil i aquest hagué d’esperar fins l’any 1909.
L’oposició d’Arrhenius impedí, o almenys retardà, la concessió del Premi Nobel a científics molt destacats. El cas més flagrant és el de Nernst, que entre 1907 i 1914 fou proposat quatre vegades i arribà a acumular quaranta-una nominacions. Tot i que Arrhenius i Nernst s’havien conegut a Wüzburg l’any 1886 i es feren bons amics i posteriorment coincidiren a Leipzig, cap el 1900 es distanciaren a causa del diferent apropament a la determinació quantitativa de l'afinitat. Finalment, Nernst fou guardonat amb el Premi Nobel de Química l’any 1920 per les seves aportacions a la termodinàmica, en concret per l’establiment del tercer principi. Un altre cas de rebuig significatiu és el de Paul Ehrlich amb qui Arrhenius havia col·laborat inicialment en estudis sobre el sistema immunitari. L’any 1901, Ehrlich fou proposat al Premi Nobel de medicina per la seva teoria sobre les relacions  toxina-antitoxina però l’oposició d’Arrhenius aconseguí que no fos guardonat fins al 1908. Altres científics també afectats en l’obtenció del Premi Nobel per l’oposició d’Arrhenius, són Fritz Haber, que finalment l’obtingué el 1919 per la síntesi de l’amoníac a partir dels seus elements, i Gilbert Lewis, que no l’aconseguí mai. Cal dir, però, que l’opinió molt estesa que també fou Arrhenius el responsable que Dmitri Mendeléiev no guanyés mai el premi, no té cap base, i és, simplement, una llegenda urbana.